# Llista de topònims de Vilassar de Dalt
Llista de topònims (noms propis de lloc) del municipi de Vilassar de Dalt, al Maresme
Informació actualitzada per un bot. Els canvis manuals es perdran quan s'actualitzi!

## arbre singular
| imatge | Nom                                 | Ubicat a         | instància de   | Detalls                              | coordenades                                                                                      | Protecció | Commons (més fotos)         | Dades a WD                    |
| ------ | ----------------------------------- | ---------------- | -------------- | ------------------------------------ | ------------------------------------------------------------------------------------------------ | --------- | --------------------------- | ----------------------------- |
|        | Alzina surera del bosc dels Rosers  | Vilassar de Dalt | arbre singular |                                      | 41° 31′ 08″ N, 2° 20′ 51″ E / 41.51891°N,2.34746°E ca:Les Ginesteres - Bosc dels Rosers          |           |                             | Modifica les dades a Wikidata |
|        | Boixos Grèvols del carrer del casal | Vilassar de Dalt | arbre singular |                                      | 41° 31′ 02″ N, 2° 21′ 27″ E / 41.51731°N,2.35746°E ca:Carrer Francesc Benet i Artigues           |           |                             | Modifica les dades a Wikidata |
|        | Palmera de Can Ribot                | Vilassar de Dalt | arbre singular |                                      | 41° 30′ 54″ N, 2° 21′ 38″ E / 41.51498°N,2.36058°E ca:Can Ribot (C. Manuel Moreno, 108)          |           |                             | Modifica les dades a Wikidata |
|        | Palmera de Can Villà                | Vilassar de Dalt | arbre singular |                                      | 41° 30′ 58″ N, 2° 21′ 22″ E / 41.51605°N,2.35607°E ca:Carrer Mare de Déu del Carme, 52           |           |                             | Modifica les dades a Wikidata |
|        | Til·lers de Can Bruguera            | Vilassar de Dalt | arbre singular | Taxon: Til·ler (Tilia)               | 41° 31′ 02″ N, 2° 21′ 40″ E / 41.51723°N,2.36124°E ca:Carrer Sant Antoni, 9                      |           |                             | Modifica les dades a Wikidata |
|        | alzina de Can Pipa                  | Vilassar de Dalt | arbre singular |                                      | 41° 30′ 54″ N, 2° 21′ 22″ E / 41.51497°N,2.35617°E ca:Carrer del Carme cruïlla Carrer de La Cisa |           |                             | Modifica les dades a Wikidata |
|        | figuera de Cal Notari               | Vilassar de Dalt | arbre singular |                                      | 41° 31′ 08″ N, 2° 21′ 28″ E / 41.51898°N,2.35774°E ca:Carrer Sant Miquel, davant de Cal Notari   |           |                             | Modifica les dades a Wikidata |
|        | pi de la Creu de Can Boquet         | Vilassar de Dalt | arbre singular | Ample: 22m Alt: 16m Perímetre: 2.85m | 41° 31′ 32″ N, 2° 20′ 26″ E / 41.52564°N,2.340461°E ca:Cruïlla de Can Boquet                     |           | Pi de la Creu de Can Boquet | Modifica les dades a Wikidata |
|        | pi del Torrent de la Molinera       | Vilassar de Dalt | arbre singular | Taxon: pi pinyer (Pinus pinea)       | 41° 31′ 15″ N, 2° 20′ 16″ E / 41.520962°N,2.337876°E                                             |           |                             | Modifica les dades a Wikidata |
|        | surera de la Molinera               | Vilassar de Dalt | arbre singular | Taxon: alzina surera (Quercus suber) | 41° 31′ 15″ N, 2° 20′ 19″ E / 41.520786°N,2.338609°E                                             |           | Surera de la Molinera       | Modifica les dades a Wikidata |

## arbreda
| imatge | Nom                                 | Ubicat a         | instància de | Detalls | coordenades                                                                 | Protecció | Commons (més fotos) | Dades a WD                    |
| ------ | ----------------------------------- | ---------------- | ------------ | ------- | --------------------------------------------------------------------------- | --------- | ------------------- | ----------------------------- |
|        | Castanyeda de Can Guardiola         | Vilassar de Dalt | arbreda      |         | 41° 31′ 30″ N, 2° 20′ 14″ E / 41.52496°N,2.3371°E ca:Torrent de la Petxina  |           |                     | Modifica les dades a Wikidata |
|        | Garroferar de Can Villà del Torrent | Vilassar de Dalt | arbreda      |         | 41° 30′ 56″ N, 2° 21′ 20″ E / 41.51555°N,2.35555°E ca:Can Villà del Torrent |           |                     | Modifica les dades a Wikidata |

## barraca de vinya
| imatge | Nom                           | Ubicat a         | instància de     | Detalls      | coordenades | Protecció | Commons (més fotos) | Dades a WD                    |
| ------ | ----------------------------- | ---------------- | ---------------- | ------------ | --- | --------- | ------------------- | ----------------------------- |
|        | Barraca Torrent d'en Bruno    | Vilassar de Dalt | barraca de vinya | 20th century | 41° 31′ 33″ N, 2° 21′ 05″ E / 41.52596°N,2.35149°E ca:Torrent d'en Bruno                                                                |           |                     | Modifica les dades a Wikidata |
|        | Barraca Álvarez Ortiz         | Vilassar de Dalt | barraca de vinya | 20th century | 41° 30′ 59″ N, 2° 21′ 10″ E / 41.51635°N,2.35272°E ca:Les Colomeres (Can Marquès)                                                       |           |                     | Modifica les dades a Wikidata |
|        | barraca de Domènech 1         | Vilassar de Dalt | barraca de vinya |              | 41° 31′ 33″ N, 2° 20′ 57″ E / 41.52594°N,2.34914°E ca:Tros de Domènech                                                                  |           |                     | Modifica les dades a Wikidata |
|        | barraca de Domènech 2         | Vilassar de Dalt | barraca de vinya |              | 41° 31′ 34″ N, 2° 21′ 14″ E / 41.52611°N,2.35391°E ca:Entre Can Maioles i el camí de Sant Sebastià a Can Boquet, prop de la paret seca. |           |                     | Modifica les dades a Wikidata |
|        | barraca de la Vinya de Gordey | Vilassar de Dalt | barraca de vinya | 20th century | 41° 31′ 34″ N, 2° 21′ 12″ E / 41.52614°N,2.35332°E ca:Tros de Domènec, passat el torrent d'en Bruno                                     |           |                     | Modifica les dades a Wikidata |

## carrer
| imatge | Nom                             | Ubicat a         | instància de | Detalls      | coordenades                                                                            | Protecció                   | Commons (més fotos)                       | Dades a WD                    |
| ------ | ------------------------------- | ---------------- | ------------ | ------------ | -------------------------------------------------------------------------------------- | --------------------------- | ----------------------------------------- | ----------------------------- |
|        | Carrer Francesc Codina          | Vilassar de Dalt | carrer       | 19th century | 41° 30′ 57″ N, 2° 21′ 26″ E / 41.515952°N,2.357151°E                                   | bé cultural d'interès local | Carrer Francesc Codina (Vilassar de Dalt) | Modifica les dades a Wikidata |
|        | Carrer Francesc i Benet Artigas | Vilassar de Dalt | carrer       | 19th century | 41° 31′ 02″ N, 2° 21′ 27″ E / 41.517168°N,2.357398°E ca:Carrer Francesc Benet Artigues | bé cultural d'interès local | Carrer Francesc i Benet Artigas           | Modifica les dades a Wikidata |
|        | Carrer Manuel Moreno            | Vilassar de Dalt | carrer       |              | 41° 30′ 55″ N, 2° 21′ 38″ E / 41.51535°N,2.36048°E ca:Carrer Manuel Moreno             |                             |                                           | Modifica les dades a Wikidata |
|        | Carrer Mare de Déu del Carme    | Vilassar de Dalt | carrer       | 18th century | 41° 31′ 00″ N, 2° 21′ 27″ E / 41.51659°N,2.35742°E ca:Carrer Mare de Déu del Carme     |                             |                                           | Modifica les dades a Wikidata |
|        | Carrer Murillo                  | Vilassar de Dalt | carrer       | 19th century | 41° 30′ 56″ N, 2° 21′ 40″ E / 41.51557°N,2.36114°E ca:Carrer Murillo                   |                             |                                           | Modifica les dades a Wikidata |
|        | Carrer Sant Antoni              | Vilassar de Dalt | carrer       |              | 41° 31′ 02″ N, 2° 21′ 37″ E / 41.51722°N,2.36035°E ca:Carrer Sant Antoni               |                             |                                           | Modifica les dades a Wikidata |
|        | Carrer Sant Genís               | Vilassar de Dalt | carrer       | 19th century | 41° 31′ 00″ N, 2° 21′ 38″ E / 41.51654°N,2.36045°E ca:Carrer Sant Genís                |                             |                                           | Modifica les dades a Wikidata |
|        | Carrer Sant Joan                | Vilassar de Dalt | carrer       | 18th century | 41° 30′ 58″ N, 2° 21′ 27″ E / 41.51618°N,2.35745°E ca:Carrer Sant Joan                 |                             |                                           | Modifica les dades a Wikidata |
|        | Carrer Vidal i Barraquer        | Vilassar de Dalt | carrer       | 20th century | 41° 30′ 54″ N, 2° 21′ 42″ E / 41.51503°N,2.3617°E ca:Carrer Vidal i Barraquer          |                             |                                           | Modifica les dades a Wikidata |
|        | carrer de La Pau                | Vilassar de Dalt | carrer       | 19th century | 41° 30′ 57″ N, 2° 21′ 39″ E / 41.51594°N,2.36076°E ca:Carrer de La Pau                 |                             |                                           | Modifica les dades a Wikidata |
|        | carrer de la Sort               | Vilassar de Dalt | carrer       | 19th century | 41° 30′ 57″ N, 2° 21′ 40″ E / 41.51573°N,2.36098°E ca:Carrer de la Sort                |                             |                                           | Modifica les dades a Wikidata |
|        | carrer del Comerç               | Vilassar de Dalt | carrer       | 19th century | 41° 30′ 59″ N, 2° 21′ 38″ E / 41.51628°N,2.3605°E ca:Carrer del Comerç                 |                             | Carrer Comerç (Vilassar de Dalt)          | Modifica les dades a Wikidata |
|        | carrer del Sol                  | Vilassar de Dalt | carrer       | 19th century | 41° 30′ 59″ N, 2° 21′ 42″ E / 41.51629°N,2.3617°E ca:Carrer del Sol                    |                             |                                           | Modifica les dades a Wikidata |

## casa
| imatge | Nom                                  | Ubicat a         | instància de | Detalls                                                                | coordenades | Protecció                                  | Commons (més fotos)                                | Dades a WD                    |
| ------ | ------------------------------------ | ---------------- | ------------ | ---------------------------------------------------------------------- | --- | ------------------------------------------ | -------------------------------------------------- | ----------------------------- |
|        | Ca l'Arenes                          | Vilassar de Dalt | casa         | Estil: historicisme arquitectònic arquitectura modernista 19th century | 41° 31′ 12″ N, 2° 21′ 05″ E / 41.520111°N,2.351344°E ca:Camí de la Costa 184 msnm                                 | bé cultural d'interès local                |                                                    | Modifica les dades a Wikidata |
|        | Cal Teòric                           | Vilassar de Dalt | casa         | Estil: arquitectura eclèctica 20th century                             | 41° 30′ 57″ N, 2° 21′ 45″ E / 41.51572°N,2.36246°E ca:Carrer Vidal i Barraquer, 23 106 msnm                       | bé cultural d'interès local                | Cal Teòric                                         | Modifica les dades a Wikidata |
|        | Can Bitllets                         | Vilassar de Dalt | casa         | Estil: arquitectura contemporània 20th century                         | 41° 30′ 55″ N, 2° 21′ 41″ E / 41.51523°N,2.36141°E ca:Carrer Murillo, Vilassar de Dalt                            |                                            | Can Bitllets                                       | Modifica les dades a Wikidata |
|        | Can Brasó                            | Vilassar de Dalt | casa         | 20th century                                                           | 41° 31′ 03″ N, 2° 21′ 32″ E / 41.51761°N,2.35888°E ca:Carrer Mestre Viladrosa, 16                                 |                                            |                                                    | Modifica les dades a Wikidata |
|        | Can Calet del Pont                   | Vilassar de Dalt | casa         | Estil: arquitectura eclèctica                                          | | bé integrant del patrimoni cultural català |                                                    | Modifica les dades a Wikidata |
|        | Can Canyas                           | Vilassar de Dalt | casa         | Estil: gòtic tardà arquitectura popular 15th century                   | 41° 31′ 04″ N, 2° 21′ 28″ E / 41.51773°N,2.35779°E ca:C. Àngel Guimerà, 17 142 msnm                               | bé cultural d'interès local                | Can Canyas                                         | Modifica les dades a Wikidata |
|        | Can Casanovas                        | Vilassar de Dalt | casa         | 19th century                                                           | 41° 31′ 07″ N, 2° 21′ 23″ E / 41.518491°N,2.356272°E ca:C. Sant Ramon, 10-12 149 msnm                             | bé cultural d'interès local                | Can Casanovas (Vilassar de Dalt)                   | Modifica les dades a Wikidata |
|        | Can Coll                             | Vilassar de Dalt | casa         | Estil: arquitectura popular 17th century                               | 41° 31′ 01″ N, 2° 21′ 39″ E / 41.5169°N,2.36089°E ca:C. Sant Antoni, 27 115 msnm                                  | bé integrant del patrimoni cultural català | Can Coll (Vilassar de Dalt)                        | Modifica les dades a Wikidata |
|        | Can Fil                              | Vilassar de Dalt | casa         | Estil: arquitectura popular 19th century                               | 41° 31′ 13″ N, 2° 21′ 30″ E / 41.52039°N,2.35842°E ca:C. Llibertat, 13 136 msnm                                   | bé integrant del patrimoni cultural català | Can Fil                                            | Modifica les dades a Wikidata |
|        | Can Jaumetó                          | Vilassar de Dalt | casa         | 18th century                                                           | 41° 30′ 58″ N, 2° 21′ 33″ E / 41.51612°N,2.35913°E ca:Carrer Manuel Moreno, 38                                    |                                            |                                                    | Modifica les dades a Wikidata |
|        | Can Mateu del Nen                    | Vilassar de Dalt | casa         | Estil: arquitectura popular 18th century                               | 41° 30′ 57″ N, 2° 21′ 36″ E / 41.515706°N,2.360052°E ca:C. Manuel Moreno, 21-23 112 msnm                          | bé cultural d'interès local                | Can Mateu del Nen                                  | Modifica les dades a Wikidata |
|        | Can Palomo                           | Vilassar de Dalt | casa         | Estil: arquitectura popular                                            | 41° 31′ 06″ N, 2° 21′ 21″ E / 41.518429°N,2.35587°E ca:C. Àngel Guimerà, 42 158 msnm                              | bé cultural d'interès local                | Can Palomo (Vilassar de Dalt)                      | Modifica les dades a Wikidata |
|        | Can Pere Català                      | Vilassar de Dalt | casa         | Estil: arquitectura popular 18th century Estat: enderrocat o destruït  | 41° 31′ 14″ N, 2° 21′ 19″ E / 41.520586°N,2.355361°E ca:Riera de Targa, 5                                         | bé cultural d'interès local                |                                                    | Modifica les dades a Wikidata |
|        | Can Puig                             | Vilassar de Dalt | casa         | Estil: arquitectura popular 18th century                               | 41° 31′ 03″ N, 2° 21′ 29″ E / 41.517528°N,2.35801°E ca:C. Àngel Guimerà, 11 142 msnm                              | bé cultural d'interès local                | Can Puig (Vilassar de Dalt)                        | Modifica les dades a Wikidata |
|        | Can Quicus                           | Vilassar de Dalt | casa         | Estil: arquitectura popular 18th century                               | 41° 31′ 00″ N, 2° 21′ 28″ E / 41.516734°N,2.357902°E ca:C. del Carme, 8-10 132 msnm                               | bé cultural d'interès local                | Can Quicus                                         | Modifica les dades a Wikidata |
|        | Can Roure                            | Vilassar de Dalt | casa         | 19th century                                                           | 41° 31′ 15″ N, 2° 21′ 24″ E / 41.520756°N,2.356707°E ca:Carrer Abat Oliba 148 msnm                                | bé cultural d'interès local                | Can Roure (Vilassar de Dalt)                       | Modifica les dades a Wikidata |
|        | Can Sabater                          | Vilassar de Dalt | casa         | Estil: gòtic tardà arquitectura popular 16th century                   | 41° 31′ 11″ N, 2° 21′ 13″ E / 41.519657°N,2.353532°E ca:Carrer del Nord, 2 170 msnm                               | bé integrant del patrimoni cultural català | Can Sabater (Vilassar de Dalt)                     | Modifica les dades a Wikidata |
|        | Can Saiol                            | Vilassar de Dalt | casa         | Estil: arquitectura popular 17th century                               | 41° 31′ 00″ N, 2° 21′ 26″ E / 41.516616°N,2.357342°E ca:Carrer del Carme, 40                                      | bé integrant del patrimoni cultural català | Can Saiol (Vilassar de Dalt)                       | Modifica les dades a Wikidata |
|        | Can Tendre                           | Vilassar de Dalt | casa         | Estil: arquitectura popular 18th century                               | 41° 31′ 01″ N, 2° 21′ 29″ E / 41.516808°N,2.358091°E ca:C. del Carme, 6                                           | bé cultural d'interès local                | Can Tendre                                         | Modifica les dades a Wikidata |
|        | Can Vadó Vaquer                      | Vilassar de Dalt | casa         | Estil: arquitectura popular 17th century                               | 41° 31′ 01″ N, 2° 21′ 29″ E / 41.516808°N,2.358091°E ca:C. del Carme, 44 127 msnm                                 | bé cultural d'interès local                | Can Vadó Vaquer                                    | Modifica les dades a Wikidata |
|        | Can Vadó Vaquer                      | Vilassar de Dalt | casa         |                                                                        | 41° 31′ 00″ N, 2° 21′ 26″ E / 41.51659°N,2.3571°E ca:Carrer del Carme, 44                                         |                                            |                                                    | Modifica les dades a Wikidata |
|        | Can Vellet                           | Vilassar de Dalt | casa         | Estil: arquitectura popular 18th century                               | 41° 31′ 04″ N, 2° 21′ 27″ E / 41.51781°N,2.35754°E ca:C. Àngel Guimerà, 23 142 msnm                               | bé integrant del patrimoni cultural català | Can Vellet (Vilassar de Dalt)                      | Modifica les dades a Wikidata |
|        | Can Xinco                            | Vilassar de Dalt | casa         | 1878                                                                   | 41° 30′ 54″ N, 2° 21′ 41″ E / 41.51499°N,2.36126°E ca:Carrer Manuel Moreno, 49                                    |                                            | Can Xinco                                          | Modifica les dades a Wikidata |
|        | Casa adossada a Can Calet del Pont   | Vilassar de Dalt | casa         | Estil: arquitectura popular                                            | | bé integrant del patrimoni cultural català |                                                    | Modifica les dades a Wikidata |
|        | Casa de la Tela                      | Vilassar de Dalt | casa         | Estil: noucentisme 20th century                                        | 41° 30′ 55″ N, 2° 21′ 38″ E / 41.515326°N,2.360562°E ca:C. Manel Moreno, 29 109 msnm                              | bé cultural d'interès local                | Casa de la Tela                                    | Modifica les dades a Wikidata |
|        | Casa del carrer Nou 22               | Vilassar de Dalt | casa         |                                                                        | 41° 31′ 03″ N, 2° 21′ 34″ E / 41.51763138660531°N,2.3594802618026733°E ca:carrer Nou 22                           |                                            |                                                    | Modifica les dades a Wikidata |
|        | Finestrals de Ca l'Isern             | Vilassar de Dalt | casa         | 19th century                                                           | 41° 31′ 03″ N, 2° 21′ 32″ E / 41.517475°N,2.358782°E ca:Ptge. de la Plaça, 1                                      | bé cultural d'interès local                | Finestrals de Ca l'Isern                           | Modifica les dades a Wikidata |
|        | Tanca del jardí de Ca l'Antoni Feliu | Vilassar de Dalt | casa         | Estil: arquitectura modernista                                         | 41° 31′ 06″ N, 2° 21′ 21″ E / 41.518333333333°N,2.3558333333333°E ca:Carrer Àngel Guimerà, 4                      | bé cultural d'interès local                |                                                    | Modifica les dades a Wikidata |
|        | cal Noi Bayau                        | Vilassar de Dalt | casa         | Estil: historicisme arquitectònic 19th century                         | 41° 31′ 02″ N, 2° 21′ 30″ E / 41.51721°N,2.35822°E ca:Pl. de la Vila 136 msnm                                     | bé integrant del patrimoni cultural català | Cal Noi Bayau (Vilassar de Dalt)                   | Modifica les dades a Wikidata |
|        | can Grasses                          | Vilassar de Dalt | casa masia   | Estil: arquitectura eclèctica 19th century                             | 41° 30′ 51″ N, 2° 21′ 17″ E / 41.5142°N,2.3548°E ca:Avinguda Mare de Deu de la Cisa 38, Vilassar de Dalt 150 msnm | bé integrant del patrimoni cultural català | Can Grasses (Vilassar de Dalt)                     | Modifica les dades a Wikidata |
|        | casa al carrer Anselm Clavé, 24      | Vilassar de Dalt | casa         | Estil: arquitectura eclèctica 20th century                             | 41° 31′ 01″ N, 2° 21′ 34″ E / 41.51689°N,2.35934°E ca:C. Anselm Clavé, 24 127 msnm                                | bé integrant del patrimoni cultural català | Casa al carrer Anselm Clavé, 24 (Vilassar de Dalt) | Modifica les dades a Wikidata |
|        | casa al carrer Nou, 13               | Vilassar de Dalt | casa         | Estil: arquitectura popular 18th century                               | 41° 31′ 02″ N, 2° 21′ 34″ E / 41.51731°N,2.3595°E ca:C. Nou, 13 130 msnm                                          | bé integrant del patrimoni cultural català | Casa al carrer Nou, 13 (Vilassar de Dalt)          | Modifica les dades a Wikidata |
|        | cases al carrer Artail               | Vilassar de Dalt | casa         | Estil: arquitectura popular 19th century                               | 41° 31′ 12″ N, 2° 21′ 25″ E / 41.5201°N,2.35684°E ca:Carrer Artail 141 msnm                                       | bé cultural d'interès local                | Cases al carrer Artail (Vilassar de Dalt)          | Modifica les dades a Wikidata |
|        | l'Estanc de Dalt                     | Vilassar de Dalt | casa         | 18th century                                                           | 41° 31′ 03″ N, 2° 21′ 29″ E / 41.517445°N,2.358104°E ca:C. Àngel Guimerà, 9 142 msnm                              | bé cultural d'interès local                | L'Estanc de Dalt                                   | Modifica les dades a Wikidata |
|        | les Ginesteres                       | Vilassar de Dalt | casa         | Arquitecte: Antoni Fisas i Planas 1929                                 | 41° 31′ 24″ N, 2° 20′ 41″ E / 41.52333°N,2.344798°E ca:Camí de la Costa 306 msnm                                  | bé cultural d'interès local                |                                                    | Modifica les dades a Wikidata |

## cova
| imatge | Nom                                | Ubicat a         | instància de | Detalls      | coordenades                                                                        | Protecció | Commons (més fotos) | Dades a WD                    |
| ------ | ---------------------------------- | ---------------- | ------------ | ------------ | ---------------------------------------------------------------------------------- | --------- | ------------------- | ----------------------------- |
|        | cova d'en Pau                      | Vilassar de Dalt | cova         |              | 41° 31′ 45″ N, 2° 20′ 51″ E / 41.5290790336726°N,2.34761068350135°E                |           |                     | Modifica les dades a Wikidata |
|        | cova de sauló de la Font del Roure | Vilassar de Dalt | cova         | 19th century | 41° 31′ 05″ N, 2° 20′ 50″ E / 41.51814°N,2.34724°E ca:Paratge de la Font del Roure |           |                     | Modifica les dades a Wikidata |

## curs d'aigua
| imatge | Nom                 | Ubicat a                                                        | instància de | Detalls                      | coordenades                                                                                               | Protecció | Commons (més fotos) | Dades a WD                    |
| ------ | ------------------- | --------------------------------------------------------------- | ------------ | ---------------------------- | --- | --------- | ------------------- | ----------------------------- |
|        | Torrent Veribol     | Vilassar de Dalt                                                | curs d'aigua | Desemboca: riera Salvet      | 41° 31′ 07″ N, 2° 20′ 53″ E / 41.51864°N,2.34797°E ca:Camí de Can Santem al Turó d'en Bernadó             |           |                     | Modifica les dades a Wikidata |
|        | riera Salvet        | Vilassar de Dalt                                                | curs d'aigua | Desemboca: riera de Vilassar | 41° 30′ 56″ N, 2° 21′ 35″ E / 41.51547°N,2.35959°E ca:Riera Salvet                                        |           |                     | Modifica les dades a Wikidata |
|        | riera de Vilassar   | Vilassar de Dalt Vilassar de Mar                                | curs d'aigua | Desemboca: mar Mediterrània  | 41° 29′ 53″ N, 2° 23′ 06″ E / 41.49797911087517°N,2.384923696517945°E                                     |           |                     | Modifica les dades a Wikidata |
|        | torrent d'en Cuquet | Vilanova del Vallès Vallromanes Premià de Dalt Vilassar de Dalt | curs d'aigua | Desemboca: riera d’Ardenya   | 41° 31′ 07″ N, 2° 20′ 14″ E / 41.518557°N,2.337191°E 41° 32′ 27″ N, 2° 18′ 30″ E / 41.540773°N,2.308362°E |           | Torrent d'en Cuquet | Modifica les dades a Wikidata |

## edifici
| imatge | Nom                                            | Ubicat a         | instància de                | Detalls                                        | coordenades                                                                              | Protecció                   | Commons (més fotos)                         | Dades a WD                    |
| ------ | ---------------------------------------------- | ---------------- | --------------------------- | ---------------------------------------------- | ---------------------------------------------------------------------------------------- | --------------------------- | ------------------------------------------- | ----------------------------- |
|        | Ca l'Amadeu                                    | Vilassar de Dalt | edifici                     | Estil: racionalisme arquitectònic 20th century | 41° 30′ 53″ N, 2° 21′ 42″ E / 41.514669°N,2.361634°E ca:C. Manuel Moreno, 57 104 msnm    | bé cultural d'interès local | Ca l'Amadeu                                 | Modifica les dades a Wikidata |
|        | Cal Garbat                                     | Vilassar de Dalt | edifici                     | Estil: arquitectura popular                    | 41° 31′ 13″ N, 2° 21′ 30″ E / 41.5202°N,2.35829°E ca:Carrer Balears, 12                  | bé cultural d'interès local | Cal Garbat                                  | Modifica les dades a Wikidata |
|        | Can Ribot                                      | Vilassar de Dalt | edifici                     | Estil: arquitectura popular 20th century       | 41° 30′ 53″ N, 2° 21′ 41″ E / 41.51469°N,2.36126°E ca:Carrer Manuel Moreno, 108 104 msnm | bé cultural d'interès local | Can Ribot (Vilassar de Dalt)                | Modifica les dades a Wikidata |
|        | Conjunt fàbrica i habitatge El Tint de Dalt    | Vilassar de Dalt | edifici edifici residencial | 19th century                                   | 41° 31′ 09″ N, 2° 21′ 16″ E / 41.51918°N,2.35455°E ca:C. Àngel Guimerà, 56-62 160 msnm   | bé cultural d'interès local | Conjunt fàbrica i habitatge El Tint de Dalt | Modifica les dades a Wikidata |
|        | Fàbrica Can Manyer                             | Vilassar de Dalt | edifici                     | Estil: arquitectura popular                    | 41° 31′ 06″ N, 2° 21′ 32″ E / 41.51842°N,2.359°E                                         | bé cultural d'interès local | Can Manyer                                  | Modifica les dades a Wikidata |
|        | Hospital de Sant Pere                          | Vilassar de Dalt | edifici                     |                                                | 41° 30′ 50″ N, 2° 21′ 30″ E / 41.513789°N,2.35836°E ca:Av. Santa Maria 125 msnm          | bé cultural d'interès local | Hospital de Sant Pere                       | Modifica les dades a Wikidata |
|        | Institut Torremar                              | Vilassar de Dalt | edifici                     | Estil: arquitectura eclèctica 20th century     | 41° 31′ 07″ N, 2° 21′ 16″ E / 41.51872°N,2.35449°E ca:C. Àngel Guimerà, 56 162 msnm      | bé cultural d'interès local | Institut Torremar                           | Modifica les dades a Wikidata |
|        | Repartidor d'aigües de la mina dels tres panys | Vilassar de Dalt | edifici                     | 19th century                                   | 41° 31′ 08″ N, 2° 21′ 11″ E / 41.51878°N,2.35314°E ca:Camí de la costa                   |                             |                                             | Modifica les dades a Wikidata |
|        | Tanca de Can Mir                               | Vilassar de Dalt | edifici                     | 20th century                                   | 41° 31′ 07″ N, 2° 21′ 19″ E / 41.518742°N,2.355362°E ca:C. Àngel Guimerà, 54 159 msnm    | bé cultural d'interès local | Tanca de Can Mir                            | Modifica les dades a Wikidata |
|        | Tint de Dalt                                   | Vilassar de Dalt | edifici                     | Estil: arquitectura popular                    | 41° 31′ 09″ N, 2° 21′ 17″ E / 41.51914°N,2.35463°E                                       |                             |                                             | Modifica les dades a Wikidata |
|        | edifici de La Fornaca                          | Vilassar de Dalt | edifici                     | Estil: arquitectura contemporània 2004         | 41° 30′ 58″ N, 2° 22′ 05″ E / 41.51599°N,2.36807°E ca:Camí de Mataró, s/n                |                             | Edifici de la Fornaca                       | Modifica les dades a Wikidata |
|        | l'Estrella                                     | Vilassar de Dalt | edifici                     | 19th century                                   | 41° 31′ 00″ N, 2° 21′ 30″ E / 41.516679°N,2.358319°E ca:Ptge. de la Rosa, 1 127 msnm     | bé cultural d'interès local | L'Estrella (Vilassar de Dalt)               | Modifica les dades a Wikidata |
|        | les Sedes                                      | Vilassar de Dalt | edifici                     | 19th century                                   | 41° 31′ 11″ N, 2° 21′ 36″ E / 41.519619°N,2.359931°E ca:Riera de Targa, 27-29 129 msnm   | bé cultural d'interès local | Les Sedes (Vilassar de Dalt)                | Modifica les dades a Wikidata |

## edifici residencial
| imatge | Nom              | Ubicat a         | instància de              | Detalls | coordenades | Protecció | Commons (més fotos) | Dades a WD                    |
| ------ | ---------------- | ---------------- | ------------------------- | ------- | --- | --------- | ------------------- | ----------------------------- |
|        | Ca l'Anton Feliu | Vilassar de Dalt | edifici residencial masia |         | 41° 31′ 06″ N, 2° 21′ 20″ E / 41.518314361572266°N,2.355600118637085°E 41° 31′ 06″ N, 2° 21′ 20″ E / 41.51824°N,2.35561°E ca:Carrer Àngel Guimerà, 41 |           |                     | Modifica les dades a Wikidata |
|        | Can Puig         | Vilassar de Dalt | edifici residencial       |         | 41° 31′ 07″ N, 2° 21′ 19″ E / 41.51865768432617°N,2.35534405708313°E ca:Carrer Àngel Guimerà, 11                                                      |           |                     | Modifica les dades a Wikidata |

## element arquitectònic
| imatge | Nom                                 | Ubicat a         | instància de          | Detalls                                  | coordenades | Protecció                   | Commons (més fotos)      | Dades a WD                    |
| ------ | ----------------------------------- | ---------------- | --------------------- | ---------------------------------------- | --- | --------------------------- | ------------------------ | ----------------------------- |
|        | Cisterna de la Vinya de Gordey      | Vilassar de Dalt | element arquitectònic |                                          | 41° 31′ 37″ N, 2° 21′ 16″ E / 41.52702°N,2.35452°E ca:Al capdamunt del tros de Domènech, prop del camí de Sant Sebastià a Can Boquet |                             |                          | Modifica les dades a Wikidata |
|        | Fornícula de Cal Baster / Can Corra | Vilassar de Dalt | element arquitectònic | 1870s                                    | 41° 31′ 02″ N, 2° 21′ 33″ E / 41.51731°N,2.3591°E ca:Carrer Mestre Viladrosa, 1-3                                                    |                             |                          | Modifica les dades a Wikidata |
|        | Fornícula de Cal Notari             | Vilassar de Dalt | element arquitectònic | 1717                                     | 41° 31′ 09″ N, 2° 21′ 28″ E / 41.51913°N,2.35777°E ca:Carrer Sant Miquel, 9                                                          |                             |                          | Modifica les dades a Wikidata |
|        | Fornícula de Can Domingo Bas        | Vilassar de Dalt | element arquitectònic | 1950                                     | 41° 31′ 00″ N, 2° 21′ 32″ E / 41.51672°N,2.35894°E ca:Carrer Mercat, 4                                                               |                             |                          | Modifica les dades a Wikidata |
|        | Fornícula de Can Saiol              | Vilassar de Dalt | element arquitectònic | 19th century                             | 41° 31′ 00″ N, 2° 21′ 26″ E / 41.51653°N,2.35722°E ca:Carrer del Carme, 40                                                           |                             |                          | Modifica les dades a Wikidata |
|        | Fornícula del Carrer Sant Joan      | Vilassar de Dalt | element arquitectònic | 1875                                     | 41° 30′ 58″ N, 2° 21′ 28″ E / 41.51624°N,2.35781°E ca:Carrer sant Joan, 12                                                           |                             |                          | Modifica les dades a Wikidata |
|        | Fornícula del Carrer del Comerç     | Vilassar de Dalt | element arquitectònic | 1801                                     | 41° 30′ 59″ N, 2° 21′ 38″ E / 41.51627°N,2.36055°E ca:Carrer del Comerç, 13-15                                                       |                             |                          | Modifica les dades a Wikidata |
|        | Fornícula del Carrer Àngel Guimerà  | Vilassar de Dalt | element arquitectònic | 1850                                     | 41° 31′ 07″ N, 2° 21′ 20″ E / 41.51865°N,2.35549°E ca:Carrer Àngel Guimerà, 52                                                       |                             |                          | Modifica les dades a Wikidata |
|        | Marjada de Can Rubaix               | Vilassar de Dalt | element arquitectònic |                                          | 41° 31′ 05″ N, 2° 21′ 17″ E / 41.51808°N,2.35462°E ca:Carrer Àngel Guimerà, 57                                                       |                             |                          | Modifica les dades a Wikidata |
|        | Portal del carrer Comerç            | Vilassar de Dalt | element arquitectònic | Estil: arquitectura popular 19th century | 41° 30′ 59″ N, 2° 21′ 37″ E / 41.51625°N,2.36035°E ca:Carrer Comerç, 11                                                              |                             |                          | Modifica les dades a Wikidata |
|        | Tanca de Can Jaume Mateu            | Vilassar de Dalt | element arquitectònic | 20th century                             | 41° 31′ 03″ N, 2° 21′ 32″ E / 41.517545°N,2.359001°E ca:Carrer Mestre Viladrosa, 10 134 msnm                                         | bé cultural d'interès local | Tanca de Can Jaume Mateu | Modifica les dades a Wikidata |
|        | forn de Can Boquet                  | Vilassar de Dalt | element arquitectònic |                                          | 41° 31′ 45″ N, 2° 20′ 31″ E / 41.52925°N,2.34192°E ca:Plana de Can Boquet                                                            |                             |                          | Modifica les dades a Wikidata |

## església
| imatge | Nom                               | Ubicat a         | instància de    | Detalls                                  | coordenades                                                                            | Protecció                   | Commons (més fotos)               | Dades a WD                    |
| ------ | --------------------------------- | ---------------- | --------------- | ---------------------------------------- | -------------------------------------------------------------------------------------- | --------------------------- | --------------------------------- | ----------------------------- |
|        | Ermita de Sant Salvador           | Vilassar de Dalt | església ermita |                                          | 41° 31′ 37″ N, 2° 20′ 34″ E / 41.527005°N,2.34275°E ca:Can Boquet                      |                             |                                   | Modifica les dades a Wikidata |
|        | Sant Genís                        | Vilassar de Dalt | església        | Arquitecte: Antoni Fisas i Planas 1943   | 41° 31′ 03″ N, 2° 21′ 30″ E / 41.51739°N,2.3584°E ca:Plaça de la Vila, s/n             | bé cultural d'interès local | Sant Genís de Vilassar            | Modifica les dades a Wikidata |
|        | Sant Sebastià de Vilassar de Dalt | Vilassar de Dalt | església ermita | Estil: arquitectura popular 16th century | 41° 31′ 15″ N, 2° 21′ 59″ E / 41.520703°N,2.366489°E ca:Camí antic de Cabrils 165 msnm | bé cultural d'interès local | Sant Sebastià de Vilassar de Dalt | Modifica les dades a Wikidata |

## font
| imatge | Nom                                   | Ubicat a         | instància de | Detalls                     | coordenades                                                                                                 | Protecció                   | Commons (més fotos)                  | Dades a WD                    |
| ------ | ------------------------------------- | ---------------- | ------------ | --------------------------- | --- | --------------------------- | ------------------------------------ | ----------------------------- |
|        | Font Freda                            | Vilassar de Dalt | font         |                             | 41° 32′ 11″ N, 2° 20′ 22″ E / 41.536502°N,2.339476°E                                                        |                             | Font Freda (Vilassar de Dalt)        | Modifica les dades a Wikidata |
|        | Roureda de la Font d'en Colomer       | Vilassar de Dalt | font         |                             | 41° 30′ 54″ N, 2° 21′ 53″ E / 41.51493°N,2.36475°E ca:Torrent de la Font d'en Colomer                       |                             |                                      | Modifica les dades a Wikidata |
|        | Roureda de la Font d'en Roure         | Vilassar de Dalt | font         |                             | 41° 31′ 05″ N, 2° 20′ 47″ E / 41.51801°N,2.34631°E ca:Torrent de la Font del Roure                          |                             |                                      | Modifica les dades a Wikidata |
|        | font d'en Boquet                      | Vilassar de Dalt | font         |                             | 41° 31′ 46″ N, 2° 20′ 32″ E / 41.52951°N,2.34216°E ca:Plana de Can Boquet                                   |                             |                                      | Modifica les dades a Wikidata |
|        | font d'en Dirol                       | Vilassar de Dalt | font         |                             | 41° 31′ 48″ N, 2° 20′ 42″ E / 41.530001°N,2.345033°E ca:Planes de Can Boquet 380 msnm                       |                             | Font d'en Dirol                      | Modifica les dades a Wikidata |
|        | font d'en Mamet                       | Vilassar de Dalt | font         |                             | 41° 31′ 40″ N, 2° 19′ 54″ E / 41.52773°N,2.331541°E ca:Torrent d'en Cuquet 279 msnm                         |                             | Font d'en Mamet                      | Modifica les dades a Wikidata |
|        | font de Sant Antoni                   | Vilassar de Dalt | font         | 1981                        | 41° 31′ 03″ N, 2° 21′ 36″ E / 41.51759°N,2.3599°E ca:Carrer sant Antoni, cantonada carrer Nou               |                             |                                      | Modifica les dades a Wikidata |
|        | font de Sant Antoni de les Ginesteres | Vilassar de Dalt | font         |                             | 41° 31′ 20″ N, 2° 20′ 37″ E / 41.52211°N,2.34359°E ca:Les Ginesteres                                        |                             |                                      | Modifica les dades a Wikidata |
|        | font de Sant Genís                    | Vilassar de Dalt | font         | 1961                        | 41° 30′ 58″ N, 2° 21′ 36″ E / 41.5161°N,2.35995°E ca:Carrer de Sant Genís, cantonada passatge de Sant Genís |                             |                                      | Modifica les dades a Wikidata |
|        | font de Sant Pere                     | Vilassar de Dalt | font         | 19th century                | 41° 31′ 12″ N, 2° 21′ 29″ E / 41.519891°N,2.358093°E ca:C. Artail, 51 139 msnm                              | bé cultural d'interès local | Font de Sant Pere (Vilassar de Dalt) | Modifica les dades a Wikidata |
|        | font de la Mare de Déu de Montserrat  | Vilassar de Dalt | font         | 1957                        | 41° 30′ 58″ N, 2° 21′ 30″ E / 41.51616°N,2.35823°E ca:Riera Salvet, s/n                                     |                             |                                      | Modifica les dades a Wikidata |
|        | font de la Riera de Targa             | Vilassar de Dalt | font         |                             | 41° 31′ 12″ N, 2° 21′ 24″ E / 41.51998°N,2.35657°E ca:Riera de Targa                                        |                             |                                      | Modifica les dades a Wikidata |
|        | font de la Teula                      | Vilassar de Dalt | font         | Estil: arquitectura popular | 41° 31′ 05″ N, 2° 21′ 27″ E / 41.51819°N,2.35753°E ca:Carrer de la Font de la Teula                         | bé cultural d'interès local | Font de la Teula                     | Modifica les dades a Wikidata |
|        | font del Doctor                       | Vilassar de Dalt | font         | 20th century                | 41° 30′ 59″ N, 2° 21′ 25″ E / 41.51648°N,2.35694°E ca:Carrer del Carme cantonada Clot del castell           |                             |                                      | Modifica les dades a Wikidata |
|        | font del Pi                           | Vilassar de Dalt | font         | 20th century                | 41° 30′ 50″ N, 2° 21′ 46″ E / 41.51386°N,2.36278°E ca:Carrer Manuel Moreno                                  |                             |                                      | Modifica les dades a Wikidata |
|        | font del Roure                        | Vilassar de Dalt | font         |                             | 41° 31′ 05″ N, 2° 20′ 50″ E / 41.51816°N,2.34722°E ca:Torrent de la Font del Roure                          |                             |                                      | Modifica les dades a Wikidata |
|        | font del carrer Canyamar              | Vilassar de Dalt | font         | 1917                        | 41° 30′ 56″ N, 2° 21′ 43″ E / 41.51562°N,2.36185°E ca:Carrer Canyamar, 25                                   |                             |                                      | Modifica les dades a Wikidata |
|        | font del carrer del Casal             | Vilassar de Dalt | font         | 1934                        | 41° 31′ 03″ N, 2° 21′ 28″ E / 41.51744°N,2.35765°E ca:Carrer Francesc Benet i Artigues                      |                             |                                      | Modifica les dades a Wikidata |

## indret
| imatge | Nom                                               | Ubicat a         | instància de   | Detalls | coordenades                                                                          | Protecció | Commons (més fotos) | Dades a WD                    |
| ------ | ------------------------------------------------- | ---------------- | -------------- | ------- | ------------------------------------------------------------------------------------ | --------- | ------------------- | ----------------------------- |
|        | Torrent de Can Marquès o Pedrera de les Colomeres | Vilassar de Dalt | indret pedrera |         | 41° 31′ 02″ N, 2° 21′ 13″ E / 41.51716°N,2.3536°E ca:Can Marquès                     |           |                     | Modifica les dades a Wikidata |
|        | vessant de Can Marquès                            | Vilassar de Dalt | indret         |         | 41° 31′ 01″ N, 2° 21′ 15″ E / 41.5169°N,2.35405°E ca:Vessant dret de la Riera Salvet |           |                     | Modifica les dades a Wikidata |

## jaciment arqueològic
| imatge | Nom                              | Ubicat a         | instància de                        | Detalls                                            | coordenades | Protecció                                  | Commons (més fotos)                            | Dades a WD                    |
| ------ | -------------------------------- | ---------------- | ----------------------------------- | -------------------------------------------------- | --- | ------------------------------------------ | ---------------------------------------------- | ----------------------------- |
|        | Cova d'en Pau                    | Vilassar de Dalt | jaciment arqueològic                | Estat: bon estat Llarg: 4m Ample: 2m               | 41° 31′ 45″ N, 2° 20′ 49″ E / 41.529205°N,2.347004°E cova d'en Pau | bé cultural d'interès local                | Cova d'en Pau (Vilassar de Dalt)               | Modifica les dades a Wikidata |
|        | Forns romans de la Fornaca       | Vilassar de Dalt | jaciment arqueològic                |                                                    | 41° 30′ 58″ N, 2° 22′ 05″ E / 41.51598056°N,2.36801111°E ca:Carrer Eduard Calvet Pintó, Vilassar de Dalt | bé cultural d'interès local                | Forns romans de la Fornaca de Vilassar de Dalt | Modifica les dades a Wikidata |
|        | Necròpoli Medieval de Can Boquet | Vilassar de Dalt | jaciment arqueològic necròpolis     |                                                    | 41° 31′ 54″ N, 2° 20′ 30″ E / 41.531561°N,2.341781°E | bé cultural d'interès local                | Necròpoli medieval de Can Boquet               | Modifica les dades a Wikidata |
|        | Rocs d'en Sardinyà               | Vilassar de Dalt | jaciment arqueològic cova           |                                                    | 41° 31′ 52″ N, 2° 20′ 42″ E / 41.531182°N,2.345108°E ca:al dolmen de la Roca d'en Toni, hi ha una pista entre dues feixes, i sense deixar el camí de la dreta, arribem fins a la zona dels rocs d'en Sardinyà                          | bé cultural d'interès local                | Rocs d'en Sardinyà                             | Modifica les dades a Wikidata |
|        | cova d'en Joan                   | Vilassar de Dalt | jaciment arqueològic cova           | Estat: bon estat Ample: 2m Alt: 1m Profunditat: 3m | 41° 31′ 48″ N, 2° 20′ 39″ E / 41.530125°N,2.344192°E ca:Des dels rocs d'en Sardinyà, la cova es troba ubicada al vessant sud del turó dels Rocs d'en Boquet                                                                            | bé cultural d'interès local                | Cova d'en Joan                                 | Modifica les dades a Wikidata |
|        | cova de la Granota               | Vilassar de Dalt | jaciment arqueològic cova inhumació | Estat: bon estat                                   | 41° 31′ 43″ N, 2° 20′ 52″ E / 41.52861111111111°N,2.347777777777778°E ca:Als rocs d'en Sardinyà es pren el trencall de l'esquerra en direcció al bosc i continuar fins l'extrem del turó de Can Boquet, a sobre de la carena. 369 msnm | bé cultural d'interès local                | Cova de la Granota                             | Modifica les dades a Wikidata |
|        | cova del Pont                    | Vilassar de Dalt | jaciment arqueològic cova           | Estat: bon estat                                   | 41° 31′ 47″ N, 2° 20′ 39″ E / 41.52961°N,2.344285°E ca:Des de Can Boquet a uns 50m en direcció nord per un camí de terra que mena, en el pendent sud de l'elevació boscosa dels Rocs d'en Boquet.                                      | bé integrant del patrimoni cultural català | Cova del Pont                                  | Modifica les dades a Wikidata |
|        | els Recers                       | Vilassar de Dalt | jaciment arqueològic                | Alt: 3m                                            | 41° 31′ 49″ N, 2° 20′ 39″ E / 41.530168°N,2.344255°E ca:a uns 25 metres dels Rocs d'en Sardinyà | bé cultural d'interès local                | Els Recers                                     | Modifica les dades a Wikidata |

## masia
| imatge | Nom                   | Ubicat a         | instància de     | Detalls                                                           | coordenades | Protecció                                            | Commons (més fotos)                  | Dades a WD                    |
| ------ | --------------------- | ---------------- | ---------------- | ----------------------------------------------------------------- | --- | ---------------------------------------------------- | ------------------------------------ | ----------------------------- |
|        | Ca l'Arcís            | Vilassar de Dalt | masia            | Estil: arquitectura popular 17th century                          | 41° 32′ 18″ N, 2° 20′ 47″ E / 41.53838°N,2.34646°E ca:Camí de la Costa 450 msnm                                                                 | bé cultural d'interès local                          | Ca l'Arcís                           | Modifica les dades a Wikidata |
|        | Ca l'Isern            | Vilassar de Dalt | masia            |                                                                   | 41° 32′ 34″ N, 2° 20′ 26″ E / 41.5426483166817°N,2.3404606514125°E                                                                              |                                                      |                                      | Modifica les dades a Wikidata |
|        | Ca l'Isidret          | Vilassar de Dalt | masia            | 18th century                                                      | 41° 31′ 56″ N, 2° 19′ 17″ E / 41.5321256614333°N,2.32151986395344°E ca:Sot de Ca l'Isidret                                                      |                                                      |                                      | Modifica les dades a Wikidata |
|        | Cal Camat Nou         | Vilassar de Dalt | masia            |                                                                   | 41° 32′ 25″ N, 2° 20′ 52″ E / 41.5402850071704°N,2.34776182178036°E                                                                             |                                                      |                                      | Modifica les dades a Wikidata |
|        | Cal Doctor            | Vilassar de Dalt | masia            | Estil: arquitectura popular 15th century                          | 41° 30′ 59″ N, 2° 21′ 25″ E / 41.5165°N,2.3570555555555557°E ca:C. del Carme, 44 124 msnm                                                       | bé cultural d'interès local                          | Cal Doctor (Vilassar de Dalt)        | Modifica les dades a Wikidata |
|        | Cal Duc               | Vilassar de Dalt | masia            |                                                                   | 41° 31′ 38″ N, 2° 19′ 49″ E / 41.527204577493°N,2.33021340686798°E                                                                              |                                                      |                                      | Modifica les dades a Wikidata |
|        | Cal Pere Mataró       | Vilassar de Dalt | masia            |                                                                   | 41° 31′ 51″ N, 2° 19′ 14″ E / 41.5309588345894°N,2.32069296658738°E                                                                             |                                                      |                                      | Modifica les dades a Wikidata |
|        | Cal Senyor            | Vilassar de Dalt | masia            | 18th century                                                      | 41° 31′ 56″ N, 2° 20′ 18″ E / 41.5322778311603°N,2.33836035077647°E ca:Camí de Cal Senyor                                                       |                                                      |                                      | Modifica les dades a Wikidata |
|        | Cal Vidrier           | Vilassar de Dalt | masia            |                                                                   | 41° 31′ 49″ N, 2° 19′ 48″ E / 41.5301854068653°N,2.33011073961213°E ca:Entre Can Miqueló nou i Can Mamet                                        |                                                      |                                      | Modifica les dades a Wikidata |
|        | Can Banús             | Vilassar de Dalt | masia            | Estil: arquitectura gòtica 15th century                           | 41° 31′ 10″ N, 2° 21′ 20″ E / 41.5194683686353°N,2.35562922360885°E ca:Marquès de Barberà, 14                                                   | bé cultural d'interès local                          | Can Banús                            | Modifica les dades a Wikidata |
|        | Can Bonhivern         | Vilassar de Dalt | masia            | Estil: gòtic tardà arquitectura popular 15th century              | 41° 31′ 06″ N, 2° 21′ 27″ E / 41.51847°N,2.35762°E ca:Baixada Font de la Teula 143 msnm                                                         | bé cultural d'interès local                          | Can Bonhivern                        | Modifica les dades a Wikidata |
|        | Can Boquet            | Vilassar de Dalt | masia            | Estil: arquitectura popular 17th century                          | 41° 31′ 37″ N, 2° 20′ 34″ E / 41.52697°N,2.34276°E ca:Planes d'en Boquet                                                                        | bé cultural d'interès local                          |                                      | Modifica les dades a Wikidata |
|        | Can Bragamunt         | Vilassar de Dalt | masia            |                                                                   | 41° 30′ 56″ N, 2° 21′ 22″ E / 41.5154806805257°N,2.35608822166699°E                                                                             |                                                      |                                      | Modifica les dades a Wikidata |
|        | Can Bruguera          | Vilassar de Dalt | masia            | 14th century                                                      | 41° 31′ 03″ N, 2° 21′ 36″ E / 41.51742°N,2.360109°E ca:Sant Antoni, 9 127 msnm                                                                  | bé cultural d'interès local                          | Can Bruguera (Vilassar de Dalt)      | Modifica les dades a Wikidata |
|        | Can Costa             | Vilassar de Dalt | masia            | Estil: arquitectura popular 17th century                          | 41° 31′ 02″ N, 2° 21′ 38″ E / 41.51717°N,2.36046°E ca:C. de Sant Antoni, 11-13 125 msnm                                                         | bé cultural d'interès local                          | Can Costa (Vilassar de Dalt)         | Modifica les dades a Wikidata |
|        | Can Cuè               | Vilassar de Dalt | masia            |                                                                   | 41° 31′ 18″ N, 2° 21′ 16″ E / 41.5217228375479°N,2.35449222549157°E                                                                             |                                                      |                                      | Modifica les dades a Wikidata |
|        | Can Faia              | Vilassar de Dalt | masia            |                                                                   | 41° 30′ 17″ N, 2° 22′ 09″ E / 41.504662821119°N,2.36908821266931°E                                                                              |                                                      |                                      | Modifica les dades a Wikidata |
|        | Can Floriac           | Vilassar de Dalt | masia            |                                                                   | 41° 30′ 17″ N, 2° 22′ 01″ E / 41.504662°N,2.366864°E 46 msnm                                                                                    |                                                      |                                      | Modifica les dades a Wikidata |
|        | Can Garrimbau         | Vilassar de Dalt | masia            | 18th century                                                      | 41° 31′ 57″ N, 2° 19′ 54″ E / 41.5326172302565°N,2.33163201266555°E ca:Al nord del terme municipal.                                             |                                                      |                                      | Modifica les dades a Wikidata |
|        | Can Gasull            | Vilassar de Dalt | masia            |                                                                   | 41° 31′ 18″ N, 2° 21′ 31″ E / 41.5216651101612°N,2.35866368088073°E                                                                             |                                                      |                                      | Modifica les dades a Wikidata |
|        | Can Grases            | Vilassar de Dalt | masia            |                                                                   | 41° 30′ 50″ N, 2° 21′ 05″ E / 41.513778129899°N,2.35125164170286°E                                                                              |                                                      |                                      | Modifica les dades a Wikidata |
|        | Can Guardiola         | Vilassar de Dalt | masia            |                                                                   | 41° 31′ 32″ N, 2° 20′ 16″ E / 41.525483111576°N,2.33780630683835°E ca:Collet de la creu de Can Boquet                                           |                                                      |                                      | Modifica les dades a Wikidata |
|        | Can Llimona           | Vilassar de Dalt | masia            | Estil: arquitectura neoclàssica arquitectura popular 18th century | 41° 30′ 57″ N, 2° 21′ 34″ E / 41.51591°N,2.35945°E ca:C. Manuel Moreno, 42 115 msnm                                                             | bé integrant del patrimoni cultural català           | Can Llimona (Vilassar de Dalt)       | Modifica les dades a Wikidata |
|        | Can Lloberas del Bosc | Vilassar de Dalt | masia            | Estil: arquitectura popular 15th century                          | 41° 32′ 08″ N, 2° 19′ 31″ E / 41.535482°N,2.325408°E ca:Camí de Can Lloberas 310 msnm                                                           | bé cultural d'interès local                          |                                      | Modifica les dades a Wikidata |
|        | Can Maians            | Vilassar de Dalt | masia casa forta | Estil: arquitectura gòtica                                        | 41° 30′ 46″ N, 2° 21′ 46″ E / 41.512667°N,2.362833°E ca:Ctra. Premià de Mar a Vilassar de Dalt 90 msnm                                          | bé d'interès cultural bé cultural d'interès nacional | Can Maians                           | Modifica les dades a Wikidata |
|        | Can Maioles           | Vilassar de Dalt | masia            | 19th century                                                      | 41° 31′ 27″ N, 2° 21′ 04″ E / 41.524123°N,2.351152°E ca:Camí de Can Maioles, s/n                                                                | bé cultural d'interès local                          |                                      | Modifica les dades a Wikidata |
|        | Can Maneguins         | Vilassar de Dalt | masia            |                                                                   | 41° 31′ 00″ N, 2° 21′ 50″ E / 41.5166047872159°N,2.3638549293413°E                                                                              |                                                      |                                      | Modifica les dades a Wikidata |
|        | Can Manet             | Vilassar de Dalt | masia            |                                                                   | 41° 31′ 46″ N, 2° 19′ 55″ E / 41.5295018555586°N,2.33183189390574°E                                                                             |                                                      |                                      | Modifica les dades a Wikidata |
|        | Can Marquès           | Vilassar de Dalt | masia            | 19th century                                                      | 41° 31′ 04″ N, 2° 21′ 10″ E / 41.5178850927609°N,2.35278061066519°E ca:Riera Salvet 164 msnm                                                    |                                                      | Can Marquès (Vilassar de Dalt)       | Modifica les dades a Wikidata |
|        | Can Miqueló           | Vilassar de Dalt | masia            |                                                                   | 41° 31′ 14″ N, 2° 21′ 14″ E / 41.5204318972892°N,2.35397771164846°E                                                                             |                                                      | Can Miqueló (Vilassar de Dalt)       | Modifica les dades a Wikidata |
|        | Can Miqueló Nou       | Vilassar de Dalt | masia            |                                                                   | 41° 31′ 46″ N, 2° 19′ 41″ E / 41.5294174391559°N,2.32816482765054°E                                                                             |                                                      |                                      | Modifica les dades a Wikidata |
|        | Can Miqueló Vell      | Vilassar de Dalt | masia            |                                                                   | 41° 32′ 03″ N, 2° 19′ 47″ E / 41.5342274982961°N,2.32973338219439°E ca:Al nord del terme municipal.                                             |                                                      |                                      | Modifica les dades a Wikidata |
|        | Can Mossèn Plans      | Vilassar de Dalt | masia            |                                                                   | 41° 31′ 02″ N, 2° 21′ 55″ E / 41.5171075816524°N,2.36519226466652°E                                                                             |                                                      |                                      | Modifica les dades a Wikidata |
|        | Can Nielfa            | Vilassar de Dalt | masia            | Estil: arquitectura popular                                       | 41° 31′ 15″ N, 2° 21′ 08″ E / 41.520732°N,2.35216°E ca:Carrer Pere Calders, 1 185 msnm                                                          | bé cultural d'interès local                          |                                      | Modifica les dades a Wikidata |
|        | Can Pipa              | Vilassar de Dalt | masia            |                                                                   | 41° 30′ 54″ N, 2° 21′ 21″ E / 41.5150656268401°N,2.35596051051219°E                                                                             |                                                      |                                      | Modifica les dades a Wikidata |
|        | Can Rafart            | Vilassar de Dalt | masia            | Estil: historicisme arquitectònic 20th century                    | 41° 31′ 10″ N, 2° 21′ 39″ E / 41.519413°N,2.360944°E ca:Rafart, 2 450 msnm                                                                      | bé cultural d'interès local                          | Can Rafart (Vilassar de Dalt)        | Modifica les dades a Wikidata |
|        | Can Recoder           | Vilassar de Dalt | masia            | Estil: arquitectura gòtica arquitectura barroca 16th century      | 41° 31′ 01″ N, 2° 21′ 29″ E / 41.51707°N,2.35805°E ca:Pl. de la República, 17 141 msnm                                                          | bé cultural d'interès local                          | Can Recoder                          | Modifica les dades a Wikidata |
|        | Can Ràpia             | Vilassar de Dalt | masia            |                                                                   | 41° 31′ 50″ N, 2° 19′ 32″ E / 41.5304912618058°N,2.32542070130621°E ca:Nord-oest del terme municipal a tocar del Molí d'en Cuquet (Vallromanes) |                                                      |                                      | Modifica les dades a Wikidata |
|        | Can Salvet            | Vilassar de Dalt | masia            | Estil: arquitectura popular 17th century                          | 41° 30′ 56″ N, 2° 21′ 33″ E / 41.515537°N,2.359035°E ca:Josep Piferrer i Depaus, 6 113 msnm                                                     | bé cultural d'interès local                          | Can Salvet (Vilassar de Dalt)        | Modifica les dades a Wikidata |
|        | Can Santem            | Vilassar de Dalt | masia            |                                                                   | 41° 31′ 10″ N, 2° 21′ 04″ E / 41.5194696473524°N,2.35105098441237°E                                                                             |                                                      |                                      | Modifica les dades a Wikidata |
|        | Can Silva             | Vilassar de Dalt | masia            | 19th century                                                      | 41° 31′ 16″ N, 2° 21′ 07″ E / 41.5212045027002°N,2.35201643895046°E ca:Passatge Pere, 26 184 msnm                                               | bé cultural d'interès local                          | Can Silva (Vilassar de Dalt)         | Modifica les dades a Wikidata |
|        | Can Sis-cents         | Vilassar de Dalt | masia            |                                                                   | 41° 30′ 28″ N, 2° 22′ 04″ E / 41.5078348857576°N,2.3677153501978°E                                                                              |                                                      |                                      | Modifica les dades a Wikidata |
|        | Can Sors              | Vilassar de Dalt | masia            |                                                                   | 41° 30′ 13″ N, 2° 22′ 08″ E / 41.5035541178245°N,2.36894320962386°E 41 msnm                                                                     |                                                      |                                      | Modifica les dades a Wikidata |
|        | Can Tarrida           | Vilassar de Dalt | masia            | Estil: arquitectura eclèctica 20th century                        | 41° 31′ 18″ N, 2° 21′ 25″ E / 41.52159°N,2.35696°E ca:Torrent Daniel, 3 156 msnm                                                                | bé cultural d'interès local                          | Can Tarrida (Vilassar de Dalt)       | Modifica les dades a Wikidata |
|        | Can Tasses            | Vilassar de Dalt | masia            |                                                                   | 41° 30′ 53″ N, 2° 21′ 19″ E / 41.5147102634055°N,2.35523300869647°E                                                                             |                                                      |                                      | Modifica les dades a Wikidata |
|        | Can Torradeta         | Vilassar de Dalt | masia            | 19th century                                                      | 41° 30′ 35″ N, 2° 21′ 59″ E / 41.5097733180192°N,2.36641429714159°E ca:Al sud del terme municipal a tocar del Camí del Mig                      |                                                      | Can Torradeta                        | Modifica les dades a Wikidata |
|        | Can Tosca             | Vilassar de Dalt | masia            | 18th century                                                      | 41° 32′ 05″ N, 2° 19′ 37″ E / 41.5347611600173°N,2.32703063988161°E ca:Entre Can Miqueló vell i Can Lloberas del Bosc                           |                                                      |                                      | Modifica les dades a Wikidata |
|        | Can Valent            | Vilassar de Dalt | masia            | 18th century                                                      | 41° 31′ 37″ N, 2° 20′ 01″ E / 41.5270347928671°N,2.33354734272103°E ca:Torrent d'en Cuquet                                                      |                                                      |                                      | Modifica les dades a Wikidata |
|        | Can Villà             | Vilassar de Dalt | masia            | Estil: arquitectura popular                                       | 41° 30′ 58″ N, 2° 21′ 21″ E / 41.51599°N,2.3559°E ca:Carrer Mare de Déu del Carme, 52                                                           | bé integrant del patrimoni cultural català           |                                      | Modifica les dades a Wikidata |
|        | Casa Elena            | Vilassar de Dalt | masia            | 18th century                                                      | 41° 30′ 55″ N, 2° 21′ 53″ E / 41.51539°N,2.36466°E ca:Bilbao, 14-16                                                                             |                                                      |                                      | Modifica les dades a Wikidata |
|        | Masia del Ravalet     | Vilassar de Dalt | masia            |                                                                   | 41° 31′ 05″ N, 2° 21′ 50″ E / 41.518037063706345°N,2.3639810085296635°E                                                                         |                                                      |                                      | Modifica les dades a Wikidata |
|        | cal Notari            | Vilassar de Dalt | masia            | Estil: arquitectura popular 17th century                          | 41° 31′ 09″ N, 2° 21′ 28″ E / 41.51908°N,2.35769°E ca:C. de Sant Miquel 139 msnm                                                                | bé cultural d'interès local                          | Cal Notari (Vilassar de Dalt)        | Modifica les dades a Wikidata |
|        | can Colomer           | Vilassar de Dalt | masia            | Estil: gòtic tardà 16th century                                   | 41° 30′ 52″ N, 2° 21′ 17″ E / 41.51443°N,2.35469°E ca:Camí de la Cisa 146 msnm                                                                  | bé cultural d'interès local                          | Can Colomer (Vilassar de Dalt)       | Modifica les dades a Wikidata |
|        | els Rosers            | Vilassar de Dalt | masia            |                                                                   | 41° 31′ 10″ N, 2° 21′ 00″ E / 41.5195450917188°N,2.3500554840667°E                                                                              |                                                      |                                      | Modifica les dades a Wikidata |
|        | la Costa              | Vilassar de Dalt | masia            | 18th century                                                      | 41° 31′ 13″ N, 2° 21′ 00″ E / 41.52034°N,2.35005°E ca:Camí de la Costa                                                                          |                                                      |                                      | Modifica les dades a Wikidata |
|        | les Quatre Torres     | Vilassar de Dalt | masia            | Estil: historicisme arquitectònic 19th century                    | 41° 30′ 55″ N, 2° 21′ 53″ E / 41.515181°N,2.364611°E ca:Bilbao, 14-16                                                                           | bé cultural d'interès local                          | Les Quatre Torres (Vilassar de Dalt) | Modifica les dades a Wikidata |

## menhir
| imatge | Nom                           | Ubicat a         | instància de | Detalls                                | coordenades | Protecció                   | Commons (més fotos)           | Dades a WD                    |
| ------ | ----------------------------- | ---------------- | ------------ | -------------------------------------- | --- | --------------------------- | ----------------------------- | ----------------------------- |
|        | Menhir de Cal Camat           | Vilassar de Dalt | menhir       | Estat: bon estat Llarg: 2m Ample: 0.5m | 41° 32′ 32″ N, 2° 20′ 48″ E / 41.54222°N,2.34677°E ca:al camí que va de la masia de Ca l'Amat a Sant Bartomeu de Cabanyes | bé cultural d'interès local | Menhir de Cal Camat           | Modifica les dades a Wikidata |
|        | Menhir de la Pedra del Diable | Vilassar de Dalt | menhir       |                                        | 41° 31′ 30″ N, 2° 19′ 47″ E / 41.525°N,2.329722°E ca:en una àrea forestal situada al camí antic de Vallromanes a Vilassar ( al límit dels termes municipals), agafant un trencall entre Can Gurguí i Can Raspall. Des de Vilassar de Dalt s'hi pot accedir des del torrent de Can Balleu fins enllaçar amb el camí de Can Gurguí. | bé cultural d'interès local | Menhir de la Pedra del Diable | Modifica les dades a Wikidata |

## mobiliari urbà
| imatge | Nom                                   | Ubicat a         | instància de                       | Detalls      | coordenades                                                                                        | Protecció | Commons (més fotos) | Dades a WD                    |
| ------ | ------------------------------------- | ---------------- | ---------------------------------- | ------------ | -------------------------------------------------------------------------------------------------- | --------- | ------------------- | ----------------------------- |
|        | Glossa de Vilassar i el forester      | Vilassar de Dalt | mobiliari urbà                     | 1978         | 41° 31′ 00″ N, 2° 21′ 26″ E / 41.51656°N,2.35725°E ca:Carrer del Carme                             |           |                     | Modifica les dades a Wikidata |
|        | Placa No embruteu els carrers 1       | Vilassar de Dalt | mobiliari urbà                     | 20th century | 41° 31′ 07″ N, 2° 21′ 20″ E / 41.51852°N,2.35555°E ca:Carrer Àngel Guimerà, 49                     |           |                     | Modifica les dades a Wikidata |
|        | Placa No embruteu els carrers 2       | Vilassar de Dalt | mobiliari urbà                     | 20th century | 41° 31′ 00″ N, 2° 21′ 26″ E / 41.51655°N,2.35725°E ca:Carrer del Carme, 40                         |           |                     | Modifica les dades a Wikidata |
|        | Placa de Sant Jordi                   | Vilassar de Dalt | mobiliari urbà                     | 20th century | 41° 30′ 54″ N, 2° 21′ 39″ E / 41.5151°N,2.36074°E ca:Carrer Manuel Moreno, 106                     |           |                     | Modifica les dades a Wikidata |
|        | Placa de les corals                   | Vilassar de Dalt | mobiliari urbà placa commemorativa | 1984         | 41° 30′ 59″ N, 2° 21′ 34″ E / 41.51626°N,2.35932°E ca:Carrer Manuel Moreno, a la paret del Casinet |           |                     | Modifica les dades a Wikidata |
|        | Plafó de les poetesses                | Vilassar de Dalt | mobiliari urbà                     | 1975         | 41° 31′ 01″ N, 2° 21′ 30″ E / 41.51704°N,2.35829°E ca:Plaça de la Vila, s/n                        |           |                     | Modifica les dades a Wikidata |
|        | Plafó del Centre Recreatiu            | Vilassar de Dalt | mobiliari urbà                     | 1999         | 41° 30′ 59″ N, 2° 21′ 33″ E / 41.51642°N,2.35904°E ca:Carrer Manuel Moreno, s/n                    |           |                     | Modifica les dades a Wikidata |
|        | Plafó del Mil·lenari                  | Vilassar de Dalt | mobiliari urbà                     | 1978         | 41° 30′ 59″ N, 2° 21′ 32″ E / 41.51642°N,2.35887°E ca:Carrer Manuel Moreno, s/n                    |           |                     | Modifica les dades a Wikidata |
|        | Plafó homenatge a Josep Ros i Artigas | Vilassar de Dalt | mobiliari urbà                     | 1997         | 41° 31′ 02″ N, 2° 21′ 31″ E / 41.51721°N,2.35855°E ca:Plaça de la Vila, s/n                        |           |                     | Modifica les dades a Wikidata |
|        | Poema de Salvador Espriu              | Vilassar de Dalt | mobiliari urbà                     | 20th century | 41° 31′ 00″ N, 2° 21′ 27″ E / 41.51663°N,2.35741°E ca:Passatge del Carme, s/n                      |           |                     | Modifica les dades a Wikidata |

## molí d'aigua
| imatge | Nom              | Ubicat a         | instància de | Detalls | coordenades                                                                               | Protecció | Commons (més fotos) | Dades a WD                    |
| ------ | ---------------- | ---------------- | ------------ | ------- | ----------------------------------------------------------------------------------------- | --------- | ------------------- | ----------------------------- |
|        | Molí d'en Cuquet | Vilassar de Dalt | molí d'aigua |         | 41° 31′ 49″ N, 2° 19′ 24″ E / 41.5301461105795°N,2.32339850966667°E ca:Nord-est del terme |           |                     | Modifica les dades a Wikidata |
|        | el Molinot       | Vilassar de Dalt | molí d'aigua | 1694    | 41° 31′ 58″ N, 2° 19′ 09″ E / 41.532682°N,2.319178°E ca:Torrent d'en Cuquet 207 msnm      |           |                     | Modifica les dades a Wikidata |

## monument
| imatge | Nom                                                    | Ubicat a         | instància de | Detalls                                   | coordenades | Protecció | Commons (més fotos) | Dades a WD                    |
| ------ | ------------------------------------------------------ | ---------------- | ------------ | ----------------------------------------- | --- | --------- | ------------------- | ----------------------------- |
|        | Monument a Don Antonio Feliu Peix                      | Vilassar de Dalt | monument     | 1952                                      | 41° 31′ 00″ N, 2° 21′ 32″ E / 41.51665496826172°N,2.358858108520508°E 41° 31′ 00″ N, 2° 21′ 32″ E / 41.51662°N,2.35887°E ca:Carrer Anselm Clavé / carrer Manuel Moreno ca:Carrer Anselm Clavé, cantonada Manuel Moreno |           |                     | Modifica les dades a Wikidata |
|        | Monument a Josep Anselm Clavé                          | Vilassar de Dalt | monument     | 20th century                              | 41° 31′ 00″ N, 2° 21′ 32″ E / 41.51667°N,2.35876°E ca:Carrer Anselm Clavé, cantonada Manuel Moreno |           |                     | Modifica les dades a Wikidata |
|        | Monument a Sant Antoni Maria Claret (Vilassar de Dalt) | Vilassar de Dalt | monument     | Anomenat per: Antoni Maria Claret i Clarà | 41° 31′ 01″ N, 2° 21′ 31″ E / 41.516897222222°N,2.3584944444444°E |           |                     | Modifica les dades a Wikidata |
|        | Monument a l'11 de setembre                            | Vilassar de Dalt | monument     | 1997                                      | 41° 30′ 53″ N, 2° 21′ 38″ E / 41.51472°N,2.36043°E ca:Plaça 11 de setembre |           |                     | Modifica les dades a Wikidata |
|        | Monument a la ciutat gegantera                         | Vilassar de Dalt | monument     | 1987                                      | 41° 31′ 04″ N, 2° 21′ 37″ E / 41.51784°N,2.36021°E ca:Carrer Nou cruïlla carrer Llessamí |           |                     | Modifica les dades a Wikidata |
|        | Monument al barri del Pi                               | Vilassar de Dalt | monument     | 1998                                      | 41° 30′ 51″ N, 2° 21′ 48″ E / 41.51429°N,2.36345°E ca:Carrer Rafael Riera Prats, s/n |           |                     | Modifica les dades a Wikidata |
|        | Monument als Feliu de la Penya                         | Vilassar de Dalt | monument     | 2013                                      | 41° 31′ 03″ N, 2° 21′ 32″ E / 41.51746°N,2.35891°E ca:Carrer Mestre Viladrosa, s/n |           |                     | Modifica les dades a Wikidata |

## muntanya
| imatge | Nom                | Ubicat a                             | instància de | Detalls | coordenades                                                           | Protecció | Commons (més fotos) | Dades a WD                    |
| ------ | ------------------ | ------------------------------------ | ------------ | ------- | --------------------------------------------------------------------- | --------- | ------------------- | ----------------------------- |
|        | Turó d'en Banús    | Vilassar de Dalt                     | muntanya     |         | 41° 32′ 05″ N, 2° 20′ 33″ E / 41.53459278°N,2.34253056°E 453.3 msnm   |           |                     | Modifica les dades a Wikidata |
|        | Turó d'en Cases    | Vilassar de Dalt Premià de Dalt      | muntanya     |         | 41° 30′ 59″ N, 2° 20′ 32″ E / 41.5164°N,2.34226°E 383 msnm            |           | Turó d'en Cases     | Modifica les dades a Wikidata |
|        | Turó d'en Lloberes | Vilassar de Dalt Vilanova del Vallès | muntanya     |         | 41° 32′ 15″ N, 2° 19′ 27″ E / 41.5375°N,2.32417°E 382.1 msnm          |           |                     | Modifica les dades a Wikidata |
|        | Turó d'en Roure    | Vilassar de Dalt                     | muntanya     |         | 41° 31′ 48″ N, 2° 20′ 22″ E / 41.529975°N,2.33938333°E 449 msnm       |           | Turó d'en Roure     | Modifica les dades a Wikidata |
|        | Turó d'en Torres   | Vilassar de Dalt Cabrils             | muntanya     |         | 41° 32′ 19″ N, 2° 20′ 41″ E / 41.5386°N,2.34486°E 407.4 msnm          |           |                     | Modifica les dades a Wikidata |
|        | Turó de Pedrells   | Vilassar de Dalt                     | muntanya     |         | 41° 31′ 18″ N, 2° 20′ 18″ E / 41.52175833°N,2.33844722°E 422.2 msnm   |           |                     | Modifica les dades a Wikidata |
|        | Turó de la Creu    | Vilassar de Dalt Premià de Dalt      | muntanya     |         | 41° 30′ 51″ N, 2° 20′ 47″ E / 41.51423°N,2.34639°E ca:Turó de la Creu |           |                     | Modifica les dades a Wikidata |

## polígon industrial
| imatge | Nom                                  | Ubicat a         | instància de       | Detalls | coordenades                                                         | Protecció | Commons (més fotos) | Dades a WD                    |
| ------ | ------------------------------------ | ---------------- | ------------------ | ------- | ------------------------------------------------------------------- | --------- | ------------------- | ----------------------------- |
|        | Polígon industrial Riera de Vilassar | Vilassar de Dalt | polígon industrial |         | 41° 30′ 39″ N, 2° 22′ 03″ E / 41.510859552613°N,2.36738633641094°E  |           |                     | Modifica les dades a Wikidata |
|        | Polígon industrial Serra d'en Pons   | Vilassar de Dalt | polígon industrial |         | 41° 30′ 47″ N, 2° 21′ 58″ E / 41.5129338753789°N,2.36622769023792°E |           |                     | Modifica les dades a Wikidata |
|        | Polígon industrial Vallmorena        | Vilassar de Dalt | polígon industrial |         | 41° 30′ 51″ N, 2° 22′ 02″ E / 41.5140833579849°N,2.36723510869041°E |           |                     | Modifica les dades a Wikidata |

## rellotge de sol
| imatge | Nom                                    | Ubicat a         | instància de    | Detalls      | coordenades                                                                                  | Protecció | Commons (més fotos) | Dades a WD                    |
| ------ | -------------------------------------- | ---------------- | --------------- | ------------ | -------------------------------------------------------------------------------------------- | --------- | ------------------- | ----------------------------- |
|        | Rellotge de sol de Cal Garbat          | Vilassar de Dalt | rellotge de sol | 20th century | 41° 31′ 12″ N, 2° 21′ 30″ E / 41.51993°N,2.35826°E ca:Carrer de les Balears, 12              |           |                     | Modifica les dades a Wikidata |
|        | Rellotge de sol de Can Nielfa          | Vilassar de Dalt | rellotge de sol |              | 41° 31′ 14″ N, 2° 21′ 08″ E / 41.5206°N,2.35212°E ca:Carrer Pere Calders, 1                  |           |                     | Modifica les dades a Wikidata |
|        | Rellotge de sol de Can Pere Mataró     | Vilassar de Dalt | rellotge de sol | 20th century | 41° 31′ 51″ N, 2° 19′ 14″ E / 41.53084°N,2.32048°E ca:Can Pere Mataró                        |           |                     | Modifica les dades a Wikidata |
|        | Rellotge de sol de Can Ràpia           | Vilassar de Dalt | rellotge de sol | 18th century | 41° 31′ 49″ N, 2° 19′ 31″ E / 41.53036°N,2.32525°E ca:Can Ràpia                              |           |                     | Modifica les dades a Wikidata |
|        | Rellotge de sol de Can Sabatés         | Vilassar de Dalt | rellotge de sol | 21st century | 41° 31′ 11″ N, 2° 21′ 13″ E / 41.51959°N,2.35363°E ca:Carrer del Nord, 2                     |           |                     | Modifica les dades a Wikidata |
|        | Rellotge de sol de Can Sala            | Vilassar de Dalt | rellotge de sol | 21st century | 41° 30′ 57″ N, 2° 21′ 34″ E / 41.51589°N,2.35948°E ca:Carrer Manuel Moreno, 48               |           |                     | Modifica les dades a Wikidata |
|        | Rellotge de sol de Can Soca            | Vilassar de Dalt | rellotge de sol | 19th century | 41° 30′ 55″ N, 2° 21′ 39″ E / 41.5152°N,2.3608°E ca:Carrer Manuel Moreno, 35                 |           |                     | Modifica les dades a Wikidata |
|        | Rellotge de sol de Can Valleu          | Vilassar de Dalt | rellotge de sol | 20th century | 41° 31′ 37″ N, 2° 20′ 00″ E / 41.52689°N,2.33344°E ca:Can Valleu                             |           |                     | Modifica les dades a Wikidata |
|        | Rellotge de sol de La Costa            | Vilassar de Dalt | rellotge de sol | 18th century | 41° 31′ 13″ N, 2° 21′ 00″ E / 41.52029°N,2.35008°E ca:Camí de la Costa                       |           |                     | Modifica les dades a Wikidata |
|        | Rellotge de sol de La Tela             | Vilassar de Dalt | rellotge de sol | 2009         | 41° 30′ 56″ N, 2° 21′ 41″ E / 41.51553°N,2.3615°E ca:Casa de La Tela (C. Vidal i Barraquer)  |           |                     | Modifica les dades a Wikidata |
|        | rellotge de sol de Can Lais            | Vilassar de Dalt | rellotge de sol | 20th century | 41° 30′ 59″ N, 2° 21′ 39″ E / 41.51648°N,2.36076°E ca:Carrer Comerç, 27                      |           |                     | Modifica les dades a Wikidata |
|        | rellotge de sol de Can Marquès         | Vilassar de Dalt | rellotge de sol | 1998         | 41° 31′ 04″ N, 2° 21′ 11″ E / 41.51787°N,2.35304°E ca:Can Marquès                            |           |                     | Modifica les dades a Wikidata |
|        | rellotge de sol de Can Palomo          | Vilassar de Dalt | rellotge de sol | 19th century | 41° 31′ 07″ N, 2° 21′ 21″ E / 41.51849°N,2.35584°E ca:Carrer Àngel Guimerà, 42               |           |                     | Modifica les dades a Wikidata |
|        | rellotge de sol de matí de Cal Doctor  | Vilassar de Dalt | rellotge de sol |              | 41° 30′ 59″ N, 2° 21′ 25″ E / 41.51648°N,2.35683°E ca:Cal Doctor (Carrer del Carme, núm. 44) |           |                     | Modifica les dades a Wikidata |
|        | rellotge de sol de tarda de Cal Doctor | Vilassar de Dalt | rellotge de sol |              | 41° 30′ 59″ N, 2° 21′ 24″ E / 41.51643°N,2.35668°E ca:Cal Doctor (Carrer del Carme, núm. 44) |           |                     | Modifica les dades a Wikidata |
|        | rellotge de sol del Mas Salvet         | Vilassar de Dalt | rellotge de sol | 1829         | 41° 30′ 56″ N, 2° 21′ 32″ E / 41.51549°N,2.35894°E Can Salvet                                |           |                     | Modifica les dades a Wikidata |
|        | rellotge de sol del Passatge del Carme | Vilassar de Dalt | rellotge de sol | 20th century | 41° 31′ 00″ N, 2° 21′ 25″ E / 41.51673°N,2.35703°E ca:Passatge del Carme, 30                 |           |                     | Modifica les dades a Wikidata |
|        | rellotge de sol del carrer Nou         | Vilassar de Dalt | rellotge de sol |              | 41° 31′ 03″ N, 2° 21′ 35″ E / 41.51763°N,2.35979°E ca:Carrer Nou, 14                         |           |                     | Modifica les dades a Wikidata |

## verneda
| imatge | Nom                        | Ubicat a         | instància de | Detalls | coordenades                                                                      | Protecció | Commons (més fotos) | Dades a WD                    |
| ------ | -------------------------- | ---------------- | ------------ | ------- | -------------------------------------------------------------------------------- | --------- | ------------------- | ----------------------------- |
|        | Verneda de Ca l'Isidret    | Vilassar de Dalt | verneda      |         | 41° 31′ 48″ N, 2° 19′ 13″ E / 41.5301°N,2.32034°E ca:Torrent d'en Cuquet         |           |                     | Modifica les dades a Wikidata |
|        | Verneda del Molinot        | Vilassar de Dalt | verneda      |         | 41° 31′ 56″ N, 2° 19′ 10″ E / 41.53236°N,2.31931°E ca:Torrent del molí de Cuquet |           |                     | Modifica les dades a Wikidata |
|        | Verneda del molí de Cuquet | Vilassar de Dalt | verneda      |         | 41° 31′ 49″ N, 2° 19′ 23″ E / 41.53033°N,2.32318°E ca:Torrent del molí de Cuquet |           |                     | Modifica les dades a Wikidata |

## Misc
| imatge | Nom                                         | Ubicat a                        | instància de                                                                   | Detalls                                                        | coordenades | Protecció                                                  | Commons (més fotos)                 | Dades a WD                    |
| ------ | ------------------------------------------- | ------------------------------- | ------------------------------------------------------------------------------ | -------------------------------------------------------------- | --- | ---------------------------------------------------------- | ----------------------------------- | ----------------------------- |
|        | Bòbila de les Ginesteres                    | Vilassar de Dalt                | bòbila                                                                         |                                                                | 41° 31′ 12″ N, 2° 20′ 42″ E / 41.52007°N,2.34491°E ca:Les Ginesteres |                                                            |                                     | Modifica les dades a Wikidata |
|        | Capella - panteó de l'Hospital de Sant Pere | Vilassar de Dalt                | edifici religiós edifici                                                       | Estil: historicisme arquitectònic 1928                         | 41° 30′ 47″ N, 2° 21′ 31″ E / 41.51292419433594°N,2.3586111068725586°E 41° 30′ 47″ N, 2° 21′ 31″ E / 41.51297°N,2.35859°E ca:Avinguda Santa Maria, 20 ca:Avinguda de Santa Maria, 20                 |                                                            |                                     | Modifica les dades a Wikidata |
|        | Castell de Vilassar                         | Vilassar de Dalt                | castell                                                                        | Estil: gòtic català                                            | 41° 31′ 04″ N, 2° 21′ 22″ E / 41.5177°N,2.35619°E ca:Àngel Guimerà, 39 151 msnm | bé d'interès cultural bé cultural d'interès nacional       | Castell de Vilassar                 | Modifica les dades a Wikidata |
|        | Cau del Cargol                              | Vilassar de Dalt                | museu                                                                          | 1950                                                           | 41° 31′ 01″ N, 2° 21′ 27″ E / 41.51684444°N,2.3574°E ca:Àngel Guimerà 11 |                                                            | Cau del Cargol                      | Modifica les dades a Wikidata |
|        | Creu d'en Boquet                            | Vilassar de Dalt                | collada                                                                        |                                                                | 41° 31′ 29″ N, 2° 20′ 29″ E / 41.5246°N,2.34128°E 378.2 msnm |                                                            |                                     | Modifica les dades a Wikidata |
|        | Escoles Francesc Macià                      | Vilassar de Dalt                | edifici escolar Ús: centre cívic                                               | Arquitecte: Jeroni Martorell i Terrats Estil: noucentisme 1930 | 41° 30′ 46″ N, 2° 21′ 37″ E / 41.51287°N,2.36025°E ca:Ignasi Bufalà | bé cultural d'interès local                                | Escoles Francesc Macià              | Modifica les dades a Wikidata |
|        | Forn de Can Boquet                          | Vilassar de Dalt                | forn                                                                           |                                                                | 41° 31′ 52″ N, 2° 20′ 35″ E / 41.53099°N,2.34312°E |                                                            |                                     | Modifica les dades a Wikidata |
|        | Mina d'en Botey                             | Vilassar de Dalt                | mina d'aigua                                                                   |                                                                | |                                                            |                                     | Modifica les dades a Wikidata |
|        | Passatge Sant Pere                          | Vilassar de Dalt                | conjunt d'edificis                                                             | 19th century                                                   | 41° 31′ 11″ N, 2° 21′ 31″ E / 41.51977°N,2.35867°E ca:Passatge Sant Pere |                                                            |                                     | Modifica les dades a Wikidata |
|        | Teatre La Massa                             | Vilassar de Dalt                | teatre                                                                         | Estil: arquitectura eclèctica 1881                             | 41° 31′ 04″ N, 2° 21′ 30″ E / 41.5179°N,2.35836°E ca:Plaça del Teatre, 3 | bé cultural d'interès nacional                             | Teatre la Massa                     | Modifica les dades a Wikidata |
|        | Torre del Ravalet                           | Vilassar de Dalt                | torre                                                                          |                                                                | 41° 31′ 05″ N, 2° 21′ 48″ E / 41.51806517984683°N,2.3634070158004765°E |                                                            |                                     | Modifica les dades a Wikidata |
|        | Vilassar de Dalt                            | Vilassar de Dalt                | entitat singular de població capital municipal ens local històric de Catalunya | 9299 hab                                                       | 41° 31′ 03″ N, 2° 21′ 30″ E / 41.5174919°N,2.35833463°E 139 msnm |                                                            |                                     | Modifica les dades a Wikidata |
|        | barraca d'en Trencs                         | Vilassar de Dalt Premià de Dalt | cabana                                                                         |                                                                | 41° 30′ 46″ N, 2° 21′ 01″ E / 41.5127734312748°N,2.35038686702711°E |                                                            |                                     | Modifica les dades a Wikidata |
|        | casa consistorial de Vilassar de Dalt       | Vilassar de Dalt                | casa consistorial                                                              |                                                                | 41° 31′ 01″ N, 2° 21′ 31″ E / 41.5170462°N,2.3585347°E ca:Plaça de la Vila, 1 |                                                            | Casa de la Vila de Vilassar de Dalt | Modifica les dades a Wikidata |
|        | creu d'en Boquet                            | Vilassar de Dalt                | creu monumental                                                                | 20th century                                                   | 41° 31′ 32″ N, 2° 20′ 26″ E / 41.5256704935549°N,2.34063309845113°E ca:Can Boquet |                                                            |                                     | Modifica les dades a Wikidata |
|        | dolmen de Can Boquet                        | Vilassar de Dalt                | dolmen lloc d'enterrament                                                      | Estat: bon estat Llarg: 2.75m Ample: 2.98m                     | 41° 31′ 56″ N, 2° 20′ 31″ E / 41.53216667°N,2.34200278°E | bé cultural d'interès nacional bé cultural d'interès local | Roca d'en Toni                      | Modifica les dades a Wikidata |
|        | la Rectoria                                 | Vilassar de Dalt                | rectoria                                                                       | Estil: gòtic tardà arquitectura popular 16th century           | 41° 31′ 03″ N, 2° 21′ 31″ E / 41.51741°N,2.35865°E ca:Plaça de la Vila 136 msnm | bé integrant del patrimoni cultural català                 | La Rectoria (Vilassar de Dalt)      | Modifica les dades a Wikidata |
|        | la Tela                                     | Vilassar de Dalt                | edifici industrial edifici                                                     | 1858                                                           | 41° 30′ 56″ N, 2° 21′ 41″ E / 41.51554489135742°N,2.3615128993988037°E 41° 30′ 56″ N, 2° 21′ 41″ E / 41.51543°N,2.36147°E ca:Plaça de la Tela / Carrer Vidal i Barraquer ca:Carrer Vidal i Barraquer |                                                            | La Tela                             | Modifica les dades a Wikidata |
|        | pineda dels Rocs d'en Boquet                | Vilassar de Dalt                | bosc                                                                           |                                                                | 41° 31′ 41″ N, 2° 20′ 37″ E / 41.52808°N,2.34355°E ca:Can Boquet |                                                            |                                     | Modifica les dades a Wikidata |
|        | xemeneia de la Manigua                      | Vilassar de Dalt                | xemeneia de fàbrica                                                            | 19th century                                                   | 41° 31′ 13″ N, 2° 21′ 33″ E / 41.52019°N,2.35903°E ca:Carrer de les Balears, 6 |                                                            |                                     | Modifica les dades a Wikidata |